# Escherichia coli
Escherichia coli (pronunciado /eske'rikia 'koli/) es una bacteria miembro de la familia de las enterobacterias y forma parte de la microbiota del tracto gastrointestinal de animales homeotermos, como por ejemplo el ser humano. Es un bacilo gramnegativo, no exigente, oxidasa negativo, catalasa positivo, anaerobio facultativo, cuya temperatura de crecimiento preferente es a 37 °C (mesófilo), fimbriado y comúnmente es móvil por flagelos perítricos.
E. coli es la bacteria anaerobia facultativa comensal más abundante de la microbiota del tracto gastrointestinal en donde junto con otros microorganismos es esencial para el funcionamiento correcto del proceso digestivo,[cita requerida] E. coli además participa en la producción de las vitaminas B y K. Sin embargo, se han descrito diferentes clones que por procesos de patoadaptación, han adquirido elementos genéticos o mutaciones que funcionan como factores de virulencia y aptitud, estos determinan la patogenicidad y virulencia de las cepas en diferentes tipos de enfermedades. Las cepas asociadas a las infecciones gastrointestinales, son denominadas E. coli Diarreogénicas o Intestinales, mientras que las asociadas a infecciones en otros aparatos y sistemas, como por ejemplo, el tracto urinario, sanguíneo y nervioso, son denominadas E. coli Patogénicas Extraintestinales (ExPEC). La alta morbilidad, así como la variedad en síndromes y cuadros clínicos asociados a las infecciones por E. coli, hacen de esta bacteria uno de los patógenos más versátiles y de mayor relevancia para el ser humano. 
Escherichia coli es un organismo modelo utilizado frecuentemente en el laboratorio por su velocidad de crecimiento, por sus pocos requerimientos nutricionales y por su amplia bibliografía. Además, E. coli es usada en experimentos de genética y biología molecular debido a que la estructura de su genoma es altamente flexible, permitiendo la movilidad de material genético por medio de transposones, secuencias de inserción, bacteriófagos y plásmidos.
Fue descrita por primera vez en 1885 por Theodor Escherich, bacteriólogo alemán, quien la denominó Bacterium coli commune. Posteriormente la taxonomía le adjudicó el nombre de Escherichia coli, en honor a su descubridor.

## Historia
Theodor Escherich, pediatra y microbiólogo alemán, estudió en el año 1884 los microbios que se encontraban en el intestino infantil, a partir de sus heces, para establecer su rol en la digestión y la enfermedad. En el año 1885 publicó los resultados de su estudio, en cuyo reporte describe el aislamiento y caracterización de bacterias de rápido crecimiento con forma de varas cortas y delgadas que llamó Bacterium coli commune. Aunque posteriormente el microorganismo fue descrito por varios otros investigadores con múltiples sinónimos, Escherich fue reconocido como el primero estableciéndose el nombre definitivo del microbio como Escherichia coli en 1954.
En 1933, Alfred Adam mostró que ciertos serotipos de «dyspepsie koli» (como le llamaba a las cepas de E. coli diarreogénicas) estaban implicados en epidemias de diarrea pediátrica. En 1944, Kauffman propuso un esquema de clasificación que aún se usa con el fin de diferenciar los tipos comensales de los patógenos y subclasificarlos.

## Microbiología
Escherichia coli, en su hábitat natural, vive en los intestinos de la mayor parte de los mamíferos sanos. Es el principal organismo anaerobio facultativo del sistema digestivo. En individuos sanos, es decir, si la bacteria no adquiere elementos genéticos que codifican factores virulentos, la bacteria actúa como un comensal formando parte de la microbiota intestinal y ayudando así a la absorción de nutrientes. En humanos, Escherichia coli coloniza el tracto gastrointestinal de un neonato adhiriéndose a las mucosidades del intestino grueso dentro de pocas horas de nacido. Desde entonces permanece en una relación de mutuo beneficio. No obstante, estas cepas comensales pueden producir infecciones en el paciente inmunodeprimido. Las cepas patógenas de E. coli, por el contrario, en cuanto colonizan un huésped sano, pueden producir infecciones de diversa severidad en el intestino, las vías urinarias, meningitis, sepsis, entre otras infecciones.
E. coli se puede aislar e identificar a partir de una muestra si se siembra en medios selectivos bajo condiciones de esterilidad aeróbicas. Los medios selectivos de elección son, por ejemplo, el agar MacConkey, en donde forman colonias rosas (lactosa positivas), opacas, circulares, de 2 a 4 mm de diámetro, convexas, de bordes enteros y suaves, y el agar eosina azul de metileno (EMB) donde forma colonias negras verde metálico, opacas, brillantes, con un halo de precipitado de bilis, las colonias aisladas oxidasa negativas, catalasa positivas deben ser evaluadas por pruebas bioquímicas.
En un frotis teñido por la técnica de Gram, E. coli se presenta como bacilos gramnegativos, con la tinción de verde de malaquita se observa que no forma esporas, es un anareobio facultativo, que fermenta la glucosa y la lactosa, con la producción de ácido y gas a las veinticuatro horas, reduce los nitratos a nitritos, descarboxila la L-ornitina y su prueba de IMViC es ++--.
En el mundo microbiano se puede establecer una relación de depredación similar a la que observamos en el mundo animal. Recientemente, se ha observado que E. coli es presa de múltiples depredadores generalistas, como puede ser Myxococcus xanthus. En esta relación depredador-presa se observa una evolución paralela de ambas especies mediante modificaciones genómicas y fenotípicas, en el caso de E. coli dichas modificaciones se producen en dos rasgos implicados en su virulencia como son la producción de mucoidía (excesiva producción del exopolosicárido alginato) y la supresión del gen OmpT, produciendo  en las sucesivas generaciones una mejor adaptación de una de las especies que es contrarrestada por la evolución de la otra, siguiendo un modelo coevolutivo denominado hipótesis de la Reina Roja.

### Clasificación

Micrografía electrónica, de baja temperatura, de un cúmulo de bacterias E. coli ampliado cien mil veces. Cada cilindro redondeado es un individuo.

Es miembro de la familia enterobacteria y estas afectan al tracto gastrointestinal (Aparato Digestivo)

### Clasificación serológica
La clasificación de las cepas de E. coli, se realizaba comúnmente mediante la identificación serológica según el esquema de Kauffman, basada en el uso de anticuerpos, que determinan las variaciones naturales en la composición de los antígenos somático "O" determinado por el lipopolisacárido, LPS, el flagelar "H" determinado por las proteína fliC del flagelo y capsular "K" determinado por la envoltura y la cápsula, termoestables y termolábiles de la bacteria. Alrededor de ciento ochenta y seis tipos diferentes de antígeno O y cincuenta y tres antígenos H han sido reconocidos. La presencia de antígenos capsulares "K" se demuestra en las cepas que no se aglutinan por el antisuero O solo hasta que se calientan. Posterior a Kauffman, se precisó la definición de antígenos K solo para los polisacáridos acídicos, dejando fuera los antígenos proteicos de las fimbrias, que se denominan antígenos F. Los serotipos de E. coli son determinados por combinaciones específicas de los antígenos O y H.

### Fagotipificación
La fagotipificación, con líneas de bacteriófagos específicos era utilizada como una metodología complementaria a la serotipificación y tuvieron un papel relevante en la epidemiología y la clasificación de las clonas patógenas de E. coli.

### Genotipificación
Los avances y el uso generalizado actual de las técnicas de la biología molecular, han permitido el desarrollo de nuevas aproximaciones a la tipificación. Clermont y colaboradores en el año 2000 propusieron una metodología para la clasificación de E. coli mediante ensayos de PCR múltiple para la amplificación de secuencias específicas utilizando  oligonucleótidos alelo específicos, siendo una metodología ampliamente utilizada en estudios epidemiológicos. En esta clasificación se propone la división de las cepas de E. coli en siete filogrupos A, B1, B2, C, D, E y F, que interesantemente, parecen estar relacionados con su estilo de vida y a su tipo de hospedero. Los genes arpA, chuA y yjA, y el fragmento críptico TSPE4.C2 son amplificados, esto permite determinar los filogrupos A, B1, B2 y F. Se requieren la amplificación adicional de las secuencias Gp.E y Gp.C, para determinar los filogrupos E y C respectivamente y siendo complementaria para la determinación del filogrupo D.
Las técnicas para la secuenciación del genoma completo han permitido que se encuentren disponibles genomas de E. coli de diferentes filogrupos y patotipos, permitiendo establecer un genoma núcleo (core en inglés) de E. coli. Esto permitió comparar los genomas de cepas patógenas contra el de las comensales, encontrando que en promedio, el genoma de las cepas patógenas contiene un millón más de pares de bases más, dentro de estas regiones se han localizado las secuencias asociadas a factores de virulencia, resistencia y aptitud que contribuyen a la patogenicidad de E. coli. 

### Clasificación por patotipos
Las cepas patogénicas de E. coli productoras de diarrea en el hombre se han clasificado según el factor genético que define su virulencia y que contribuye al cuadro clínico asociado, definiendo a diferentes tipos patogénicos, conocidos como patotipos o virotipos; de esta forma se han definido al menos siete tipos de patotipos intestinales son: E. coli enteropatogénica (EPEC), E. coli enterotoxigénica (ETEC), E. coli  enteroinvasiva (EIEC), E. coli enteroagregativa (EAEC), E. coli productora de toxina Shiga (STEC), E. coli de adherencia difusa (ADEC) y E. coli enterohemorrágica (EHEC). El patotipo EIEC se ha asociado con la enfermedad de Crohn, mientras que el patotipo DAEC se asocia con colitis ulcerativa. Hay tipos híbridos, como la E. coli enteroagregativa hemorrágica (ECEAH) que lleva genes de virulencia de la EAEC y la ECST. Las cepas de E. coli son altamente heterogéneas y continuaran adaptándose.
La cepa capaz de provocar enfermedad fuera del tracto intestinal, se denomina E. coli patógena extraintestinal (ExPEC), son responsables de una variedad de enfermedades, la más común es la infección de vías urinarias, causadas por cepas de E. coli uropatogénica (UPEC), pero pueden colonizar el tracto respiratorio, el sistema nervioso central (E. coli asociada a meningitis neonatal, NMEC) y otras infecciones ya sea generalizadas en bacteriemias, o en diversas ubicaciones (articulaciones, globos oculares, glándulas, peritoneo, hígado, hueso, cerebro, corazón, próstata, venas y otros). Estas cepas pueden ser portadas por animales, tales como las aves de crianza, cerdos, ganado vacuno, animales de compañía, de tal forma que la enfermedad extraintestinal puede ser adquirida por el contacto con estos animales o sus subproductos. Una cepa en particular, produce brotes de enfermedad relevantes en la industria de las aves y se denomina E. coli patógena aviar (APEC). Todos estos tipos, comparten diversos factores de virulencia que les permiten adherirse a las células infectadas (p. ej., fimbrias tipo 1 y fimbrias tipo P), factores que les permiten evitar o sobrevivir a los sistemas de defensa del huésped (como cápsulas y lipopolisacáridos), mecanismos de adquisición de nutrientes (sideróforos), proteasas, invasinas y toxinas (hemolisina y factor citotóxico necrosante).

## Escherichia coli diarrogénicas (DEC)

#### Escherichia colienteropatogénica (ECEP)
La E. coli enteropatogénica, ECEP, se caracteriza por adherirse a la mucosa del intestino, produciendo lesiones distintivas en dicho epitelio. El término se usó por primera vez en 1955 en relación con una serie de brotes de diarrea infantil en los años 1940 y 1950, para diferenciarla de la E. coli comensal.
Esta cepa causa diarrea en humanos, monos, conejos, perros y ovejas, al igual que la enterotoxigénica, pero la etiología y los mecanismos moleculares de colonización son diferentes. No produce las toxinas termoestables (ST) ni termolábiles (LT), pero utilizan la proteína intimina, una adhesina, para adherirse a las células intestinales. Produce una lesión característica denominada «adhesión y eliminación», destruyendo las microvellosidades intestinales en el lugar donde la bacteria se adhiere al epitelio intestinal, el cual toma la forma de "pedestales" para las colonias.
La ECEP se subclasifica en típica y atípica, según la presencia o no del plásmido del factor de adherencia de E. coli (FAE). Este plásmido codifica la formación de fimbrias tipo IV conocidas como «pelos formadores de penachos» (en inglés: "bundle-forming pilus" o BFP).
Las fases del proceso patogénico de la ECEP son: adherencia inicial, inyección de factores y transducción de señales, y contacto íntimo. 

##### Adherencia inicial
La adherencia de la ECEP comienza con una adherencia entre las mismas bacterias, seguido por una adherencia al epitelio intestinal. Para que este fenómeno se lleve a cabo, es necesaria la presencia de dos factores de virulencia: los pelos formadores de penachos y el flagelo. Los pelos permiten a las ECEP unirse entre sí formando una microcolonia. El flagelo permite estrechar el contacto entre las bacterias y los enterocitos.

##### Inyección de factores y transducción de señales
Completada la fase anterior, la ECEP inyecta al enterocito una serie de proteínas mediante el sistema de secreción tipo III (SSTT). Este sistema funciona como una "jeringa molecular" y se conoce como «inyectisoma» o «complejo aguja». Por este sistema se inyectan en el enterocito las proteínas efectoras que producirán los efectos necesarios para continuar con la infección. La mayor parte de estas proteínas está codificada en el «locus de la eliminación del enterocito» o LEE del cromosoma de la ECEP.

##### Contacto íntimo
En esta etapa se estructuran los pedestales en el epitelio intestinal, por debajo de las bacterias. Las microvellosidades se destruyen y la función normal del enterocito cesa. Estos pedestales contienen altas concentraciones de actina filamentosa polimerizada o actina F, además de actinina alfa, talina, ezrina y cadenas livianas de miosina.
La consecuencia principal de la infección por la NBA es la diarrea secundaria a la alteración en la absorción y secreción de iones y solutos a lo largo del epitelio intestinal, que son acompañadas de movimiento de agua. La pérdida de las microvellosidades disminuye al área de intercambio contribuyendo a la diarrea. Además se suma el aumento de permeabilidad y la inflamación.

#### Escherichia colienterotoxigénica (ECET)
La ECET se caracteriza por producir al menos una de dos toxinas: la enterotoxina resistente al calor o ST y la enterotoxina termolábil o LT. Se descubrió primero en cerdos donde la infección sigue siendo letal en los recién nacidos.
La toxina LT se parece mucho, tanto en estructura como en función, a la enterotoxina producida por el Vibrio cholerae. Se adhiere a los enterocitos, siendo endocitada y traslocada al interior de la célula. Produce una activación permanente de la adenilil ciclasa, aumentando la concentración de AMP cíclico intracelular lo cual activa a la proteína quinasa dependiente de cAMP (PKA) generando una fosforilación por sobre lo normal de los canales de calcio ubicados en la cara apical de los enterocitos. El resultado de esto es el aumento de secreción de calcio por las células criptales y la inhibición de la reabsorción de cloruro de sodio por las microvellosidades. El aumento neto de iones en el intestino genera un arrastre pasivo de agua.
La toxina ST que produce la ECET es la misma ST producida en las infecciones por Yersinia enterocolítica y Vibrio cholerae no O1. En la cara apical de los enterocitos existe un receptor para esta toxina, llamado guanilil ciclasa C (GC-C). Su activación genera un aumento en el GMP cíclico lo que produce un aumento en la secreción de cloro y una inhibición en la absorción de cloruro de sodio, contribuyendo de esta forma a la producción de diarrea. Otro tipo de ST presente en algunas ECET, produce daño directo a los enterocitos y aumentando la secreción de bicarbonato.
La ECET se adhiere y coloniza la mucosa del intestino delgado gracias a fimbrias o pili de distinto tipo, que le permiten adherirse a los enterocitos, y luego secretar las toxinas descritas.
El cuadro clínico en humanos puede ser una diarrea infantil o la diarrea del viajero, especialmente en temporada cálida y húmeda. Comienza de forma abrupta tras un corto período de incubación (14 a 50 horas). Produce diarrea acuosa no sanguinolenta en niños y adultos, sobre todo en países en vías de desarrollo, aunque los desarrollados también se ven afectados. Generalmente es leve y autolimitada, pero puede llegar a ser letal en niños pequeños, si la hidratación no compensa las grandes pérdidas hídricas que puede producir la ECET.

#### Escherichia colienteroinvasiva (ECEI)
Es inmóvil, no fermenta la lactosa. Invade el epitelio intestinal causando diarrea sanguinolenta en niños y adultos. Libera el calcio en grandes cantidades impidiendo la solidificación ósea, produciendo artritis y en algunos casos arterioesclerosis. Es una de las E. coli que causa más daño debido a la invasión que produce en el epitelio intestinal.

#### Escherichia colienterohemorrágica o verotoxigénica (ECEH)
La convención internacional de nomenclatura de patógenos ha recomendado el uso de STEC (Shiga Toxin Escherichia coli) para este grupo, debido a que estas bacterias producen una toxina citotóxica para células Vero de cultivo de similitud estructural a la toxina producida por Shigella dysenteriae.
Este virotipo posee una serie de factores de virulencia que son similares a los que se encuentran en Shigella, como la toxina shiga.
Las STEC producen verotoxinas que actúan en el colon. Sus síntomas son: primero colitis hemorrágica, luego síndrome urémico hemolítico (lo anterior más afección del riñón, posible entrada en coma y muerte), y por último, púrpura trombocitopénica trombótica (lo de antes más afección del sistema nervioso central). Esta cepa no fermenta el sorbitol y posee un fago, donde se encuentran codificadas las verotoxinas, también llamadas «Toxinas Shiga», no posee una fimbria formadora de mechones, en vez de esto posee una fimbria polar larga que usa para adherencia.

#### Escherichia colienteroagregativa o enteroadherente (ECEA)
Solo encontrada en humanos. Son llamadas enteroagregativas porque tienen fimbrias con las que aglutinan células en los cultivos de tejidos. Se unen a la mucosa intestinal causando diarrea acuosa sin fiebre. No son invasivas. Producen hemolisina y una enterotoxina ST similar a la de las enterotoxigénicas.
se le asocian dos toxinas:
- toxina termoestable enteroagregante (EAST)
- toxina codificada por plasmidos (PET)

#### Escherichia colide adherencia difusa (ECAD)
Se adhiere a la totalidad de la superficie de las células epiteliales y habitualmente causa enfermedad en niños inmunológicamente no desarrollados o malnutridos. No se ha demostrado que pueda causar diarrea en niños mayores de un año de edad, ni en adultos y ancianos.

#### Escherichia coliO157:H7
La Escherichia coli O157:H7 es una de los cientos de cepas de Escherichia coli. Aunque la mayoría de las cepas son inocuas y viven en los intestinos de los seres humanos y animales saludables, esta cepa produce una potente toxina y puede ocasionar enfermedades graves como el síndrome urémico hemolítico.
Escherichia coli O157:H7 fue reconocida inicialmente como causa de enfermedad en 1982 durante un brote de diarrea aguda con sangre en Estados Unidos Se determinó que el brote se debía a hamburguesas contaminadas. Desde entonces, la mayoría de las infecciones han provenido de comer carne de vacuno picada insuficientemente cocinada. El escritor Robin Cook escribió una novela sobre el tema titulada Toxina.
En 1996, cerca de Seattle se produjo un brote a causa de esta bacteria, que se encontró en botellas de jugo de manzana de la marca Odwalla Inc.. Muchas personas, entre ellas bebés y niños, murieron después de tomar este jugo de frutas La bacteria entró en las botellas porque las manzanas que se exprimieron contenían excrementos de venados de la zona y no hubo ningún tipo de pasteurización.
Se diferencia de las otras Escherichia coli en que no fermenta el sorbitol, no crece a 44 °C y no produce β-glucoronidasa.

## Epidemiología
La diarrea producida por cepas patogénicas de E. coli es una causa importante de muerte en niños menores de 5 años, especialmente en las regiones de África subsahariana y Asia del Sur donde es una de las cuatro causas más importantes de diarrea moderada y severa, potencialmente letales. Un incremento en la fatalidad se asocia con las cepas enteropatogénica, ECEP, y enterotoxigénica, ECET.

### Brotes epidémicos

#### Brote epidémico en Alemania 2011
En Alemania en el año 2011 se informó de un gran brote epidémico producido por el serotipo enterohemorrágico Escherichia coli O104:H4. Se trata de cerca de 3255 casos, según la OMS, con 33 fallecidos. Se encontraron indicios de que pudiera haber surgido en una explotación alemana de brotes de soja, pero se descartó como foco de la intoxicación. Sin embargo el gobierno alemán señaló en principio a España como origen de los productos vegetales implicados en la intoxicación alimentaria, dando dos fuentes de producción en Málaga y Almería. Países Bajos es otro país señalado. Tras el análisis de las heces de los pacientes, se descartó el origen español. Pero se desconoce el origen de la bacteria en toda la cadena hasta el consumidor, desde la producción, el transporte y la distribución, por lo que no se puede descartar la manipulación de productos en Alemania, que fue señalada como el país de origen de la intoxicación ocurrida en viajeros que tocaron suelo alemán. No se ha descrito jamás ningún caso en España de una infección por la bacteria implicada en el brote alemán. En España existe un posible caso de infección por el consumo de verduras frescas en Alemania.
La cepa de la bacteria E. coli aparecida en Alemania es resistente a ocho tipos distintos de antibiótico, según un equipo de investigadores chinos, que lograron secuenciar el genoma del organismo. Los investigadores del Instituto de Genómica de Pekín (BGI) descartaron antibióticos como la penicilina, las sulfamidas, la cefalotina o la estreptomicina como posible solución a la enfermedad debido a los genes que la hacen resistente.

## Patogenia
Escherichia coli puede causar infecciones intestinales y extra intestinales generalmente graves, tales como infecciones del aparato excretor, vías urinarias, cistitis, Uretritis, meningitis, peritonitis, mastitis, septicemia y neumonía Gram-negativa.

### Virulencia
Escherichia coli está dividida por sus propiedades virulentas, pudiendo causar diarrea en humanos y otros animales. Otras cepas causan diarreas hemorrágicas por virtud de su agresividad, patogenicidad y toxicidad. En muchos países ya hubo casos de muerte por esta bacteria. Generalmente le pasa a niños entre uno y ocho años. Causado generalmente por la contaminación de alimentos, y posterior mala cocción de los mismos, es decir, a temperaturas internas y externas menores de 70 °C.

### Infecciones urinarias
Son más comunes en mujeres por la corta longitud de la uretra (25 a 50 mm), en comparación con los hombres (unos 15 cm). Entre los ancianos, las infecciones urinarias tienden a ser de la misma proporción entre hombres y mujeres. Debido a que la bacteria invariablemente entra al tracto urinario por la uretra (una infección ascendente), los malos hábitos sanitarios pueden predisponer a una infección, sin embargo, otros factores cobran importancia, como el embarazo, hipertrofia benigna o maligna de próstata, y en muchos casos el evento iniciante de la infección es desconocido. Aunque las infecciones ascendentes son las causantes de infecciones del tracto urinario bajo y cistitis, no es necesariamente esta la causa de infecciones superiores como la pielonefritis, que puede tener origen hematógeno.

## Tratamiento
El uso de antibióticos es poco eficaz y casi no se prescribe. Para la diarrea se sugiere el consumo de abundante líquido y evitar la deshidratación. Cuando una persona presenta diarrea no debe ir a trabajar o asistir a lugares públicos para evitar el contagio masivo. 
En algunas patologías como la pielonefritis hay que considerar el uso de alguna cefalosporina endovenosa.

## Posibles efectos inmunoterapéuticos en cáncer
Un estudio retrospectivo en pacientes con cáncer de pulmón encontró que aquellos que sufrían enfisema luego de una intervención quirúrgica, tenían una supervivencia sustancialmente mayor que los que no (50% vs. 18%). Escherichia coli fue uno de los organismos aislados en la cavidad pleural, junto con Staphylococcus aureus, Pseudomonas aeruginosa y Candida albicans.